# Ferran Vilagut i Guitart
Ferran Vilagut i Guitart (Barcelona, 1905 - Barcelona anys 80) fou un enginyer industrial català.

## Biografia
El 1934 obtingué el títol d'enginyer per l'Escola Tècnica Superior d'Enginyeria Industrial de Barcelona. Inicià la seva activitat professional a la Colònia Borgonyà de la Compañía Anónima Hilaturas de Fabra y Coats, passant pel setembre de 1936 a treballar en la fàbrica de Sant Andreu. Acabada la Guerra Civil espanyola, treballà durant la dècada dels quaranta al servei de diverses empreses, fonamentalment La Alquimia, C.A., per a la qual projectà aprofitaments hidràulics al Pirineu.
Orientà després la seva carrera professional en dues grans línies. D'una banda, des de la seva oficina tècnica a Barcelona, assessorà molt diverses empreses oferint-hi propostes de millora i ampliació de la seva infraestructura industrial. De l'altra, actuà com a enginyer municipal i desenvolupà projectes relacionats amb la gestió de les aigües residuals i l'enllumenat públic per a una dotzena de municipis catalans, destacant la seva vinculació amb els de Valls, Montcada i Reixac, Caldes de Montbui, Sant Vicenç de Torelló, Olesa de Montserrat, Esparreguera, Mollet del Vallès, Moià i Taradell. Durant els anys cinquanta i seixanta emprengué successius viatges per Europa, en especial a Itàlia i Alemanya, on, a més de participar en trobades i congressos internacionals, estudià in situ els avenços en la construcció amb prefabricats de formigó.
Fou conseller de l'Associació Tècnica de Derivats del Ciment (ATDC). El 1961 obtingué el grau de doctor enginyer industrial. Fou professor de Construcció i Arquitectura Industrial a l'Escola Tècnica Superior d'Enginyeria Industrial de Barcelona entre 1962 i 1970. És autor d'una obra tècnica important, entre la qual destaca la innovadora Hormigones y Prefabricados (1953), actualitzada dues dècades més tard amb Prefabricados de hormigón (1975).

## Fons personal
El seu fons personal es conserva a l'Arxiu Nacional de Catalunya. El fons documental aplega la documentació generada i rebuda per Ferran Vilagut i Guitart, principalment, com a resultat de la seva activitat professional d'enginyer. Inclou un petit volum de documentació personal i familiar entre la qual trobem documents identificatius, papers militars i justificants fiscals. Pel que fa, pròpiament, a la feina d'enginyer, aplega principalment memòries i projectes d'ampliació i millora d'un nombre important indústries, informes d'assessoria tècnica de diverses indústries dels rams tèxtil, de la pell, químic i metal·lúrgic, així com projectes i intervencions en el tractament d'aigües i el proveïment elèctric per encàrrec de diversos Ajuntaments i empreses concessionàries dels serveis. Així mateix, el fons inclou informes de visites durant un viatge a Alemanya (1965), correspondència professional rebuda i documentació relativa a contractes i retribucions. Pel que fa a l'obra tècnica publicada, aplega monografies i obres col·lectives amb aportacions de Ferran Vilagut i Guitart, així com esborranys d'alguns treballs. Incorpora, a més, diversos recursos d'informació de caràcter tècnic. Finalment, el fons aplega un volum molt notable de documentació fotogràfica, relativa fonamentalment a l'execució dels seus propis projectes, a visites d'instal·lacions dutes a terme durant els seus viatges internacionals i a imatges de suport gràfic a les seves publicacions.